# 이저벨라 비도빅
이저벨라 비도비치(영어: Izabela Vidovic, 2001년 5월 27일 ~ )은 미국의 배우이다.

## 출연 작품

### 영화
- 홈프론트: 가족을 지켜라 (2013) - 매디 브로커
- 원더 (2017) - 비아 풀먼 역